# Linstead
Linstead è un comune della Giamaica, situato nella parrocchia di Saint Catherine.